# Rheinkraftwerk Iffezheim
Das Rheinkraftwerk Iffezheim ist Bestandteil der Staustufe Iffezheim und gleichzeitig das größte Laufwasserkraftwerk in Deutschland und eines der größten Laufwasserkraftwerke in Europa. Es ist das zehnte und letzte Kraftwerk der Oberrheinkette nördlich von Basel. Betreiber ist  die Rheinkraftwerk Iffezheim GmbH (RKI). Die
Gesellschaft gehört je zur Hälfte der EnBW Kraftwerke AG und der Électricité de France (EDF).

## Geschichte
Die Anlage entstand Mitte der 1970er Jahre auf der Grundlage eines deutsch-französischen Staatsvertrags von 1969 etwa vier Jahre nach der Fertigstellung der benachbarten Staustufe Rheinau-Gambsheim direkt im Flusslauf des Rheins. Sie wurde 1978 in Betrieb genommen.
Mit einem Investitionsvolumen von etwa 100 Mio. EUR begannen im Sommer 2009 die Bauarbeiten für die Erweiterung des Kraftwerks um einen weiteren Maschinensatz. Er ging im Juni 2013 in Betrieb und erzeugt jährlich weitere 122 Mio. kWh. Im Rahmen der Ausbauarbeiten wurde auch eine Fischtreppe für Lachse errichtet.

## Technik

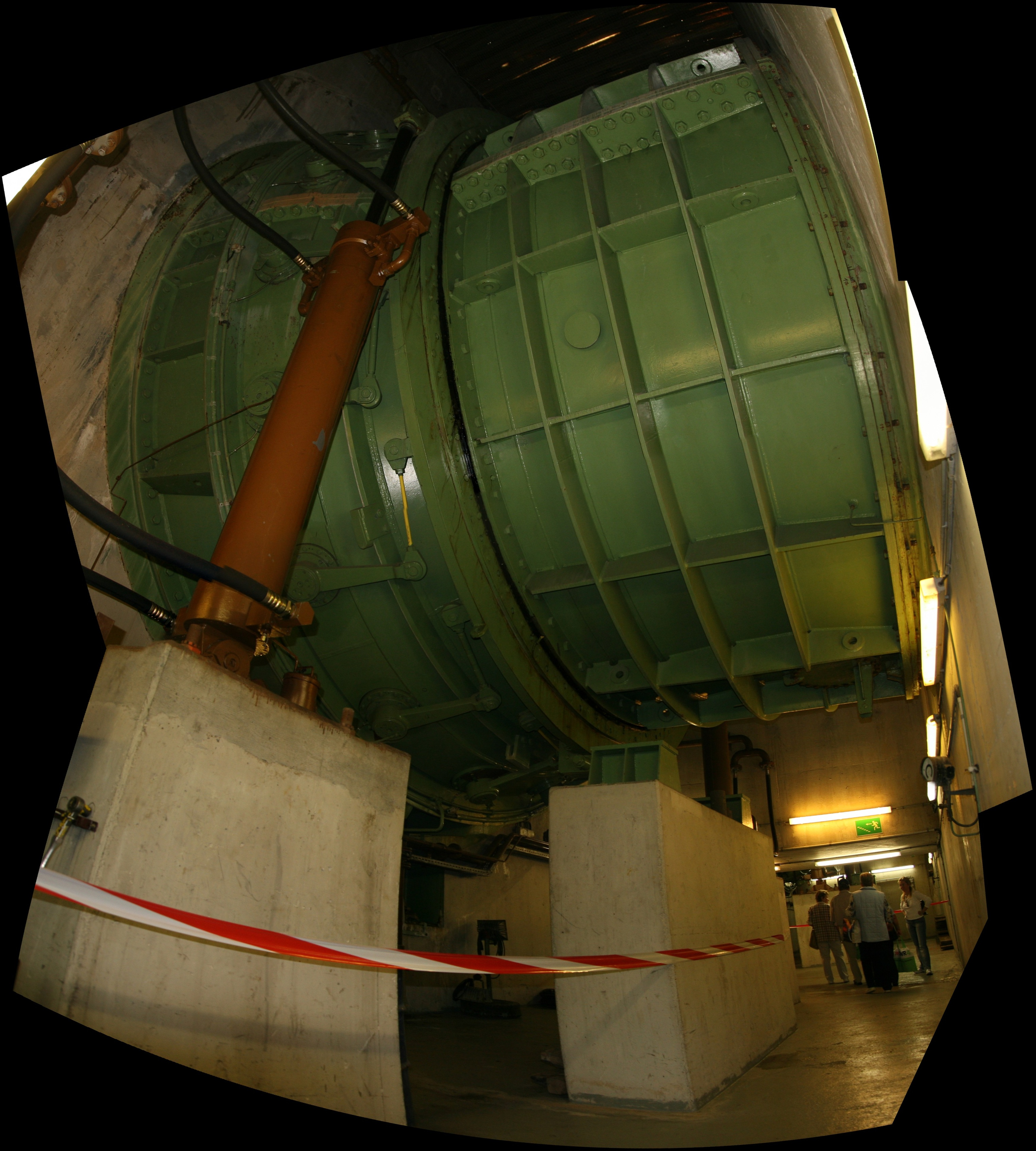
Turbinengehäuse des Rheinkraftwerkes

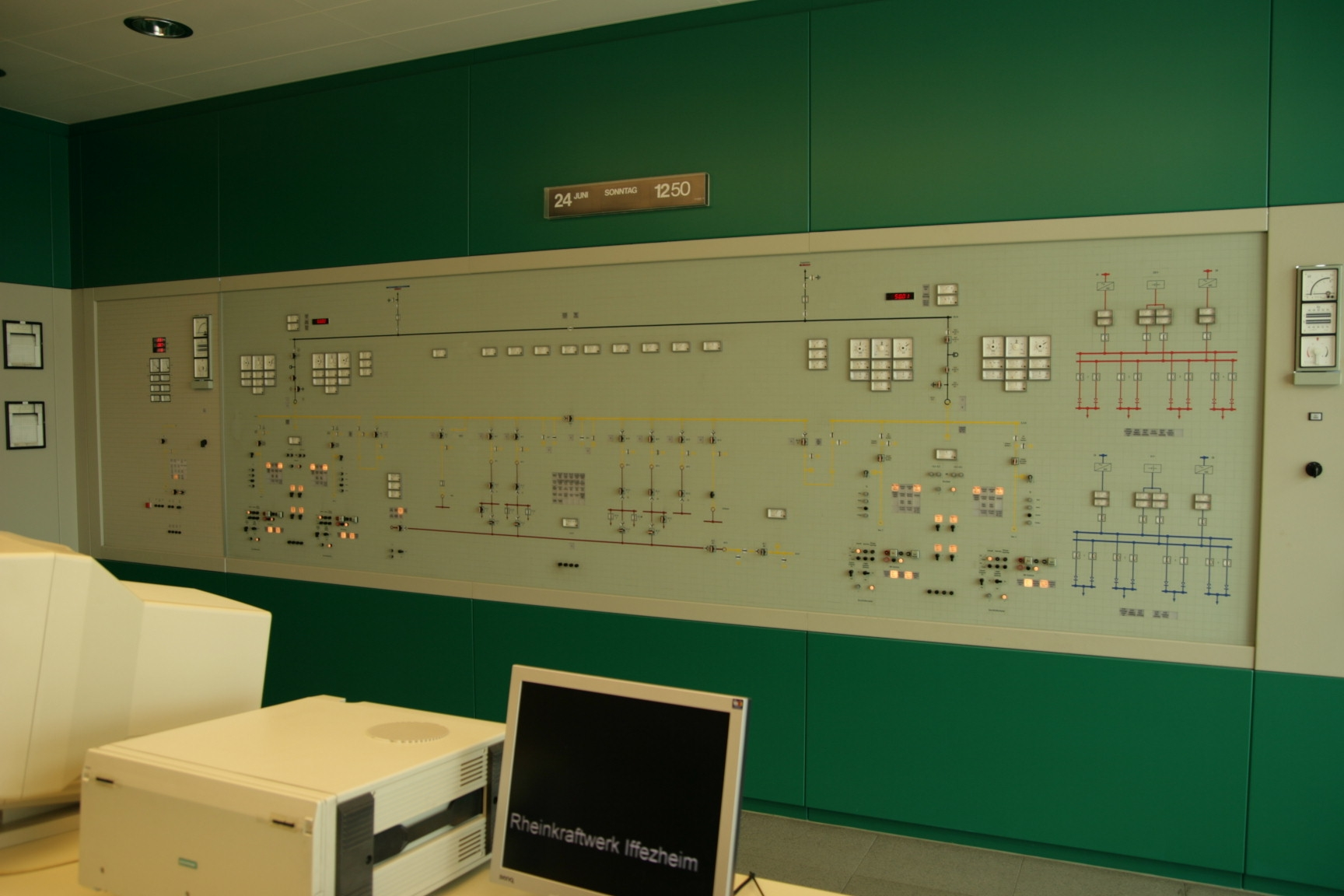
Schaltraum

Das Kraftwerk ist mit vier baugleichen Maschinensätzen ausgestattet. Die Laufräder der waagerecht liegenden Rohrturbinen haben einen Durchmesser von 5,80 m und laufen mit einer Drehzahl von 100/min. Sie wirken direkt auf die 60-poligen Schenkelpolmaschinen, die eine Leistung von jeweils 27 MW entwickeln.
Der fünfte Maschinensatz mit einer Leistung von 38 MW wurde von dem österreichischen Konzern Andritz AG gebaut. Die Rohrturbine hat einen Laufraddurchmesser von 6,80 m, die Nenndrehzahl beträgt 83,33/min. Seit dem
Ausbau ist das Kraftwerk Iffezheim mit einer installierten Leistung von 146 MW das leistungsfähigste Kraftwerk am Rhein. Die geplante durchschnittliche Jahresenergieerzeugung ist dann um etwa 17 % auf rund 860 GWh angestiegen. Das entspricht einer mittleren Leistung von ca. 98 MW (etwa 2,3 % der Nettoleistung des größten deutschen Kraftwerks, Neurath).
Der fünfte Maschinensatz ging im Juni 2013 in Betrieb.